# Escuelas de la Ciudad de Charlottesville
Las Escuelas de la Ciudad de Charlottesville (Charlottesville City Schools) es un distrito escolar de Virginia. Tiene su sede en Charlottesville.

## Escuelas
- Charlottesville High School
- Buford Middle School
- Walker Upper Elementary School

Escuelas primarias:
- Burnley-Moran Elementary School
- Clark Elementary School
- Greenbrier Elementary School
- Jackson-Via Elementary School
- Johnson Elementary School
- Venable Elementary School